# ガスエネルギー新聞
ガスエネルギー新聞（ガスエネルギーしんぶん）は、株式会社ガスエネルギー新聞が毎週月曜日に発行する、都市ガスと天然ガスの専門紙である。

## 概要
1953年7月13日に創刊。配布地域は日本の全域と一部の海外である。ページ数は8ページから12ページ程。発行・配布体裁はブランケット判・オフセット印刷、第三郵便利用の直売である。

## 沿革
- 1959年 (昭和34年) 7月 - 交通・電気・ガス・港湾など公共事業の発展を目的に「公益事業新聞」を公共事業新聞社から創刊（7月13日付）。初代社長秋山忠次。
- 1962年 (昭和37年) 5月 - 都市ガス事業の専門的報道機関として、「公益事業新聞『ガス版』」に媒体名変更（5月21日付）
- 1969年 (昭和44年) 7月 - 創立10周年記念で「今後の都市ガス事業のあり方」をテーマに懸賞論文を募集
- 1976年 (昭和51年) 5月 - 会社名を「ガス事業新聞社」、媒体名を「ガス事業新聞」に変更（5月26日付）
- 1995年 (平成7年) 4月 - 都市ガス業界の変化に伴い、媒体名を「ガスエネルギー新聞」に変更（4月5日付）
- 1999年 (平成11年) 10月 - 会社名を「ガスエネルギー新聞」（10月1日）。創刊40周年記念祝賀会と「中国ガスエネルギーの動向とGHPへの期待」をテーマにセミナーを開催（10月8日）
- 2001年 (平成13年) 5月 - 創刊2,000号特集（5月23日付）
- 2005年 (平成17年) 10月 - 都市ガス会社、天然ガス上流など50銘柄をカバーする「ガスエネルギー新聞株価指数」を制定。題字を英語表記の新スタイルに変更、文字を大きくするなど紙面刷新（10月5日付）
- 2009年 (平成21年) 9月 - ホームページをリニューアル（9月1日）、50周年特集（9月9日付）
- 2019年 (令和元年) 9月 - 創刊60周年特集。「LNG導入の歩みと未来」をテーマに座談会（9月2日付）
- 2022年（令和4年）3月 - 創刊3,000号特集（3月28日付）
- 2022年（令和4年）10月 - ガス事業150周年特集（10月31日付）1872年（明治5年）、高島嘉右衛門が設立した「横浜瓦斯会社」が横浜・馬車道に街灯としてガス灯を設置し、都市ガス事業が開始してからこの日150周年になった。
- 2023年（令和5年）7月 - ガスエネ株価指数カーボンニュートラル70（GENIX-CN70）[3]の指数構成70銘柄を選定
- 2023年（令和5年）7月 - 新メディア「ガスエネWeb」を公開[4]。
- 2024年（令和6年）1月 - 紙面の題字をWebに合わせた「ＧＥガスエネルギー新聞 GAS ENERGY NEWS」に変更し、１面レイアウトを刷新
- 2024年（令和6年）４月‐経営理念「ガス業界と共に明日を拓くメディア」策定
- 2025年（令和7年）４月‐「ガス業界に迫る」をテーマに紙面刷新

## 本社
- 株式会社 ガスエネルギー新聞
- 東京都港区虎ノ門1の15の12 日本ガス協会ビル6階
- 代表取締役社長 柴田陽一